# 格賴特峰
46°58′13″N 10°20′03″E / 46.97028°N 10.33417°E

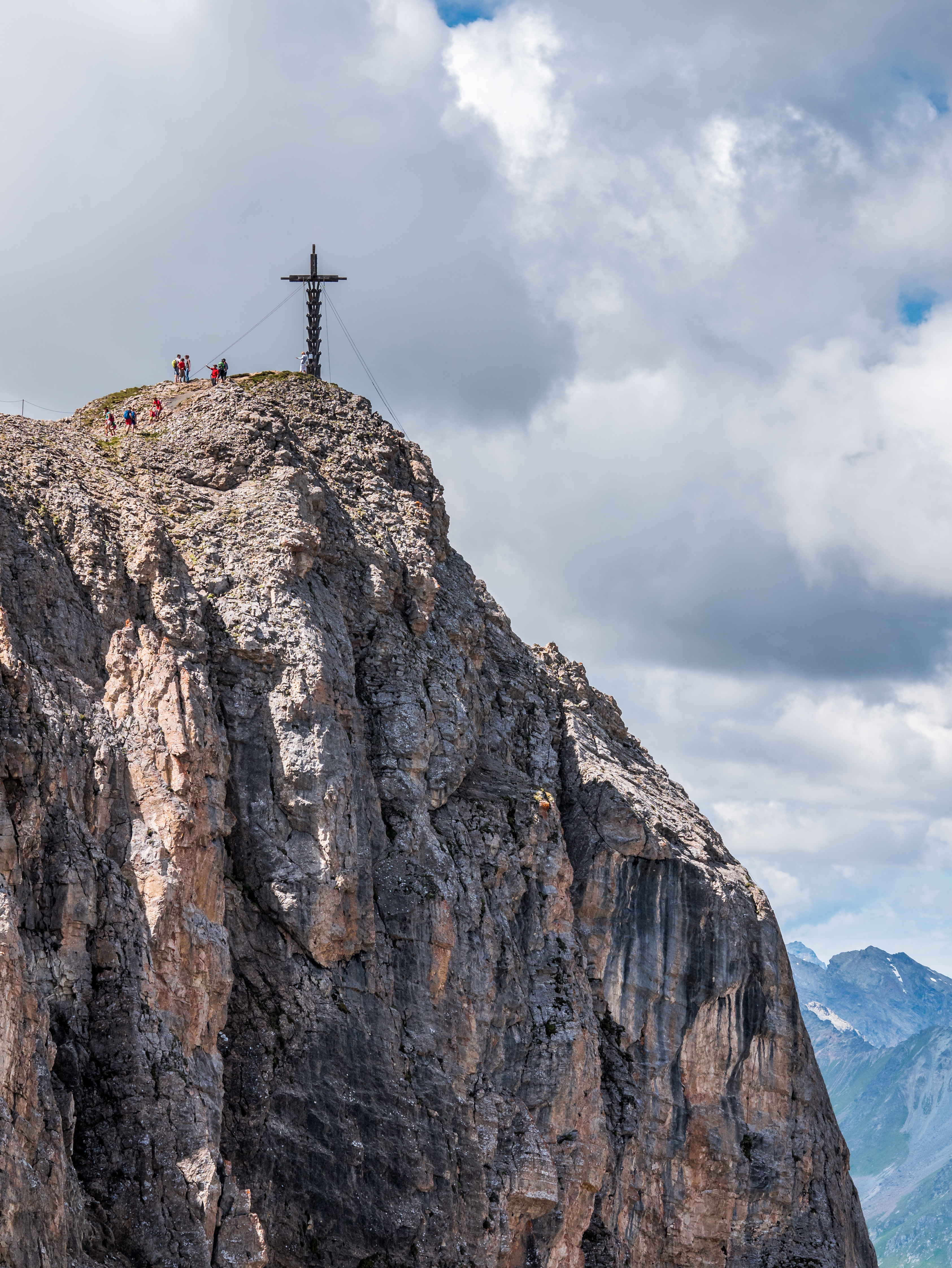

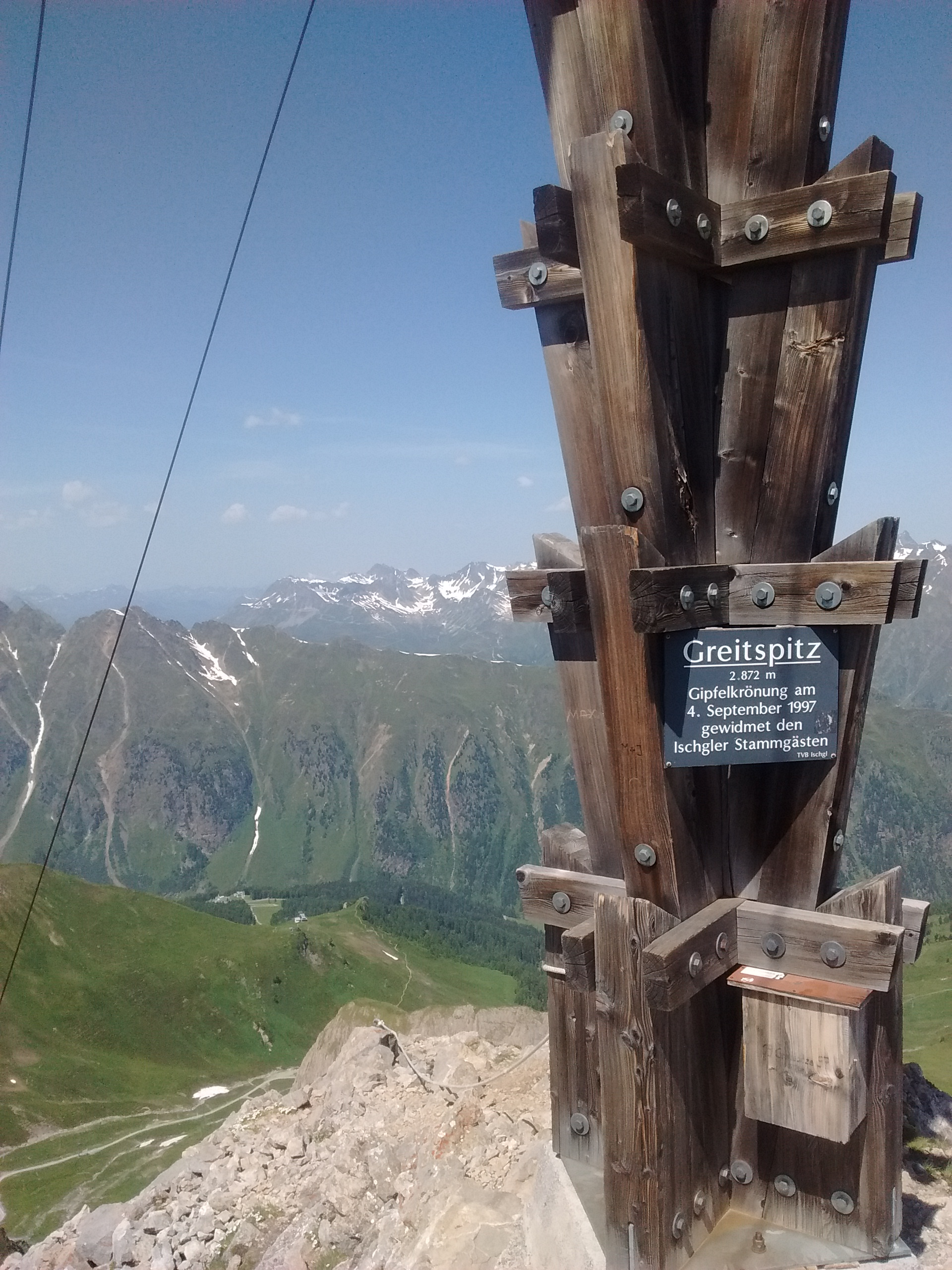

格賴特峰（德語：Greitspitze），是南歐的山峰，位於瑞士和奧地利接壤的邊境，屬於薩姆瑙恩阿爾卑斯山脈的一部分，海拔高度2,871米，每年平均降雨量1,367毫米。